# 23-й піхотний полк (Австро-Угорщина)
23-й Угорський піхотний полк Маркграфа Баденського (нім. k.u.k. Ungarisches Infanterieregiment „Markgraf yon Baden“ Nr. 23) — піхотний полк Спільної армії Збройних сил Австро-Угорщини.

## Історія
23-й піхотний полк був правонаступником Зомборського полку, який заснували 2 грудня 1672 року.
Полк сформовано в 1814 році з італійських полків, прийнятих на імперську службу.
Штаб-квартири: Відень (1902), Будапешт (1873, 1903—1907, 1910—1914), Сараєво (1908—1909). Округ поповнення: Зомбор (№ 23), на території 4-го армійського корпусу.
Своє свято полк відзначав 27 червня, в пам'ять про битву під Траутенау 27 червня 1866 року.

## Бойовий шлях
На початку Першої світової війни полк, у складі 2-ї армії, воював у Сербії, пізніше брав участь у карпатських боях у Галичині (до 1916 р.).
Першим полеглим воїном полку був підполковник Клеменс Прус, він загинув 18 серпня 1914 року, в бою під Шабацем (Сербія).
Починаючи з кінця листопада 1914 року полк стояв на німецько-російському кордоні і стримував російсько-польський наступ. Пізніше перекинутий в Галичину, де успішно переміг під Румно (Грімне). На початку жовтня 1914 року підрозділи полку обороняли Львів.
На початку березня 1915 року полк брав участь у карпатських боях біля польських сіл Радева, Тискова, Яблінки, Волі Мигової, де зазнав серйозних втрат.

## Склад
- 1-й батальйон (1903—1914: Будапешт);
- 2-й батальйон (1903—1905: Бєлина; 1906—1914: Будапешт);
- 3-й батальйон (1903—1914: Будапешт);
- 4-й батальйон (1903—1914: Зомбор).[2]

Національний склад (1914):
- 52 % — угорці;
- 34 % — німці;
- 14 % — інші національності.[1]

## Почесні шефи
- 1815—1816: фельдмаршал-лейтенант Франц Фрайгер Морой фон Мервіль;
- 1817—1826: фельдмаршал-лейтенант Карл Грет;
- 1827—1836: фельдмаршал-лейтенант Йосиф Зельднер фон Зельденгофен;
- 1837—1849: фельдмаршал-лейтенант, граф Фердинанд Чеккопіорі;
- 1850—1882: фельдцейхмейстер Пауль Фрайгер фон Айролді;
- 1883—1891: фельдцейхмейстер Йосиф Фрайгер фон Депфнер;
- 1888—1918: фельдмаршал Людвиг Вільгельм, маркграф Баден-Бадену.[2]

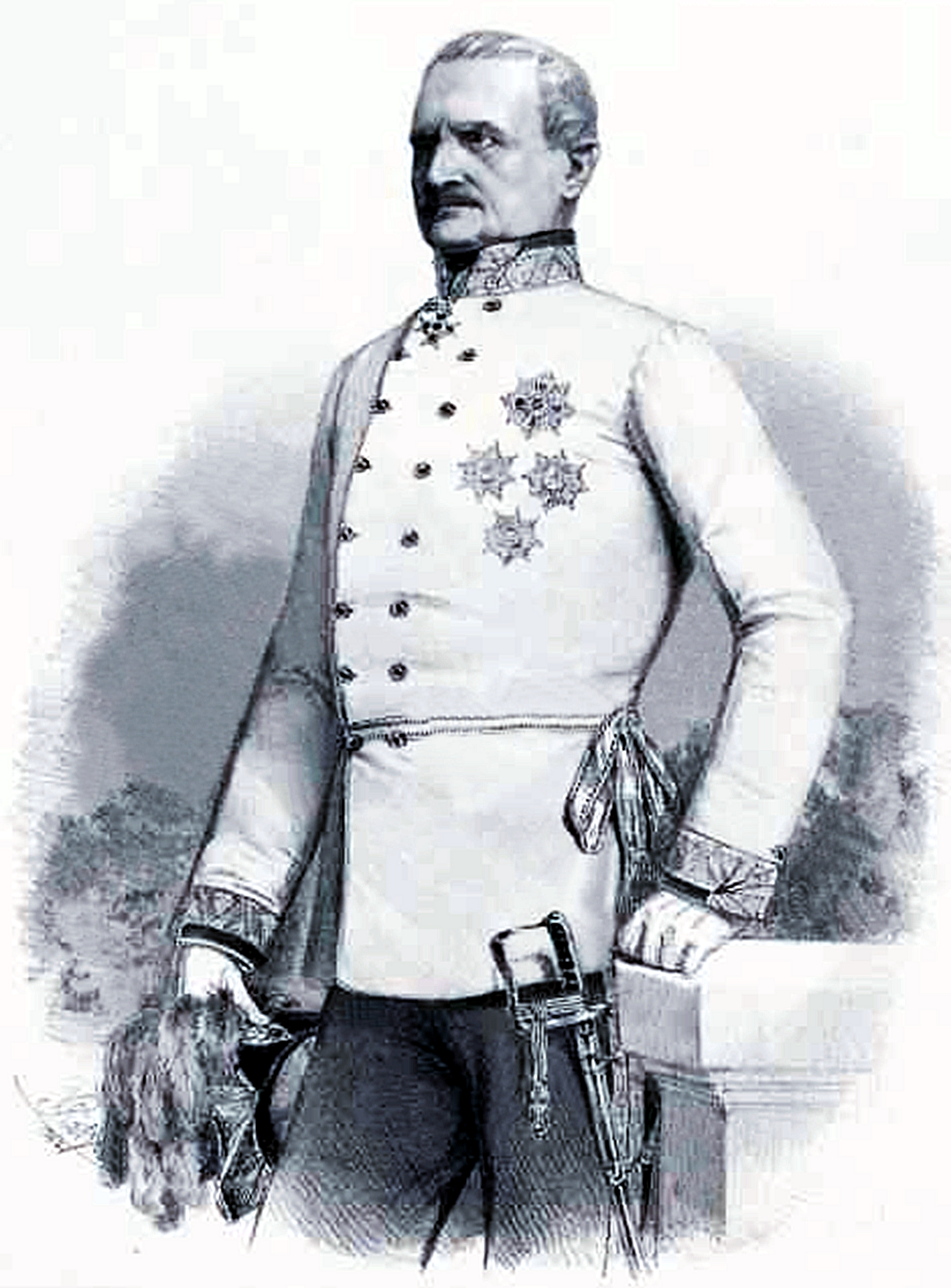
Пауль Фрайгер фон Айролді
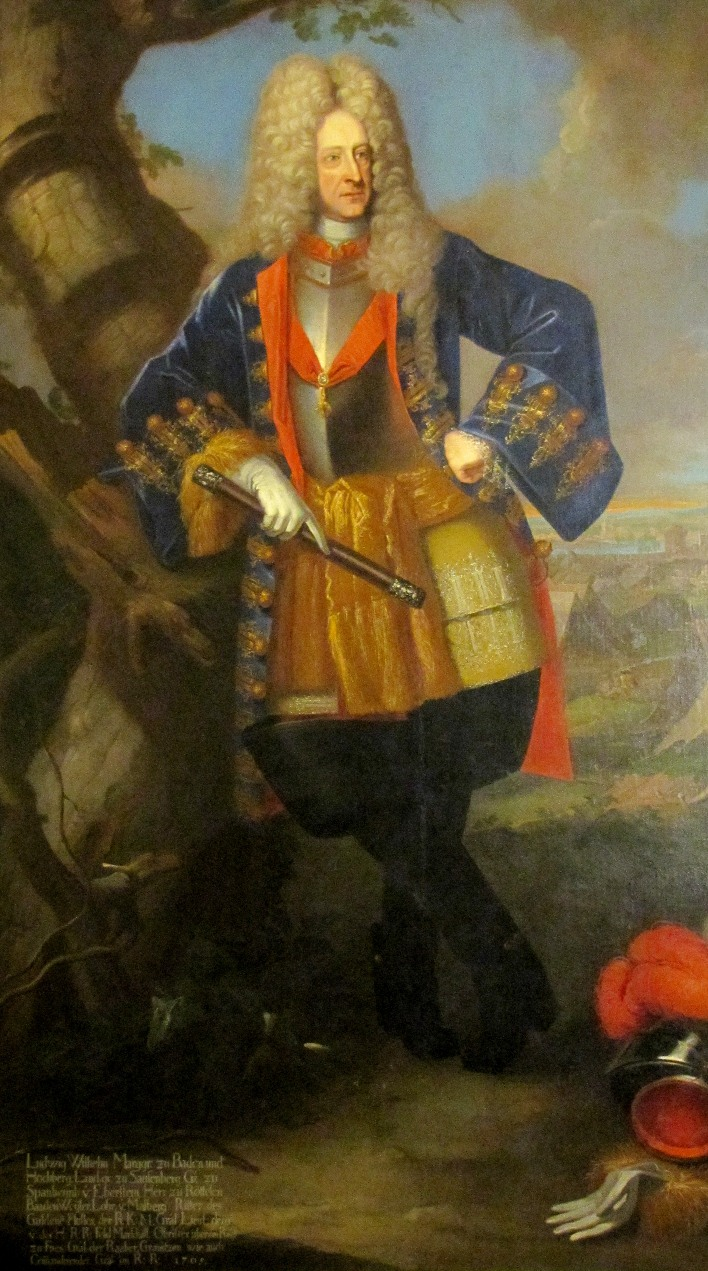
Людвиг Вільгельм

## Командування
- 1873: полковник, граф Ієронім Зедвіц;
- 1903—1906: полковник Вільгельм Бушек;
- 1907—1910: полковник Антон Бабич фон Ловінац;
- 1911—1914: полковник Вільгельм Едлер фон Пфланцер;[1]
- 1914—1915: генерал-полковник Юліус фон Відале;[3]
- 24.01.1915—23.05.1915: підполковник Рудольф Пфальц;
- 24.05.1915: полковник Карл Глекнер;
- 1915—1916: полковник Юліус Пессль;
- 05.02.1916: підполковник Карл Ерхарт;

## Підпорядкування
Полк (без 2-го батальйону) входив до складу 63-ї піхотної бригади 32-ї піхотної дивізії. Окремий 2-й батальйон входив до 11-ї гірської бригади 1-ї піхотної дивізії.
У 1909 році полк (без 4-го батальйону) дислокувався в Сараєві, на території 15-го армійського корпусу, входив до 10-ї гірської бригади 1-ї піхотної дивізії. 4-й батальйон залишився в районі пункту поповнення, Зомборі, і все ще входив до складу 63-ї піхотної бригади 32-ї піхотної дивізії.

## Однострій та символіка

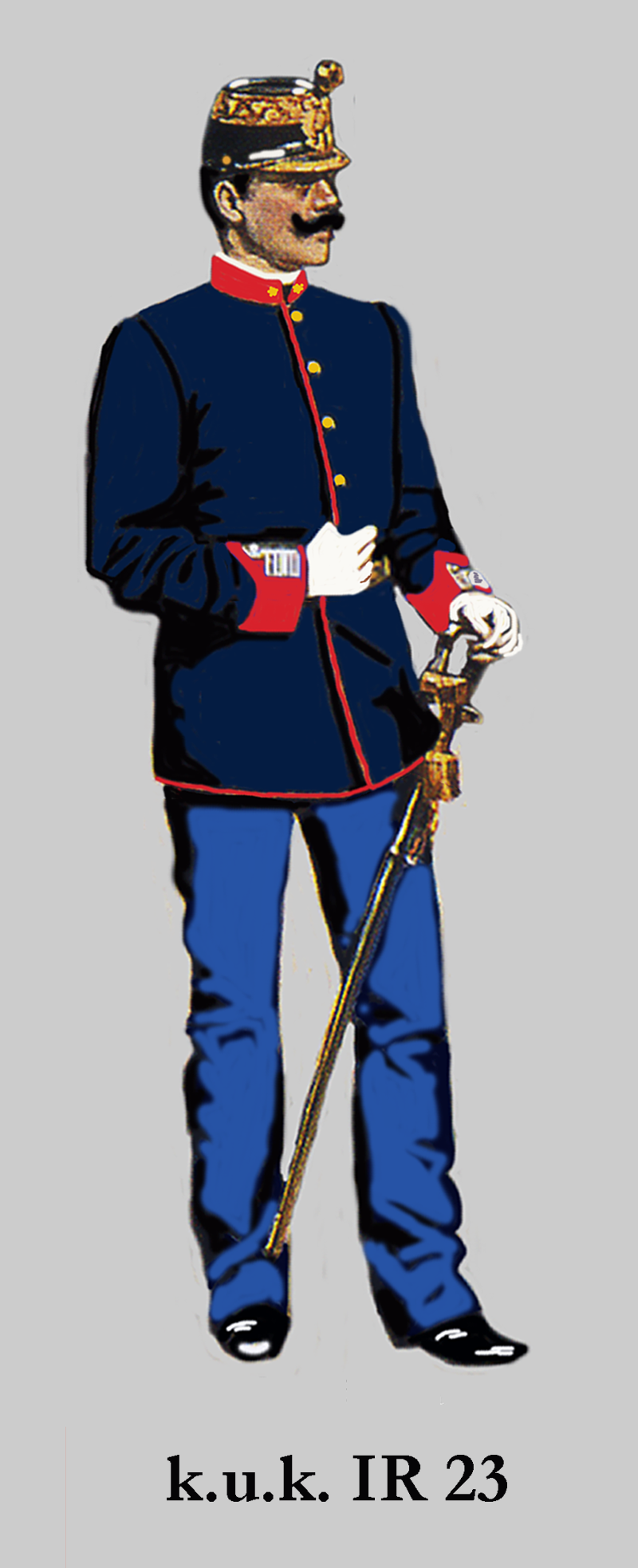
Лейтенант 23-го піхотного полку в парадній формі одягу.
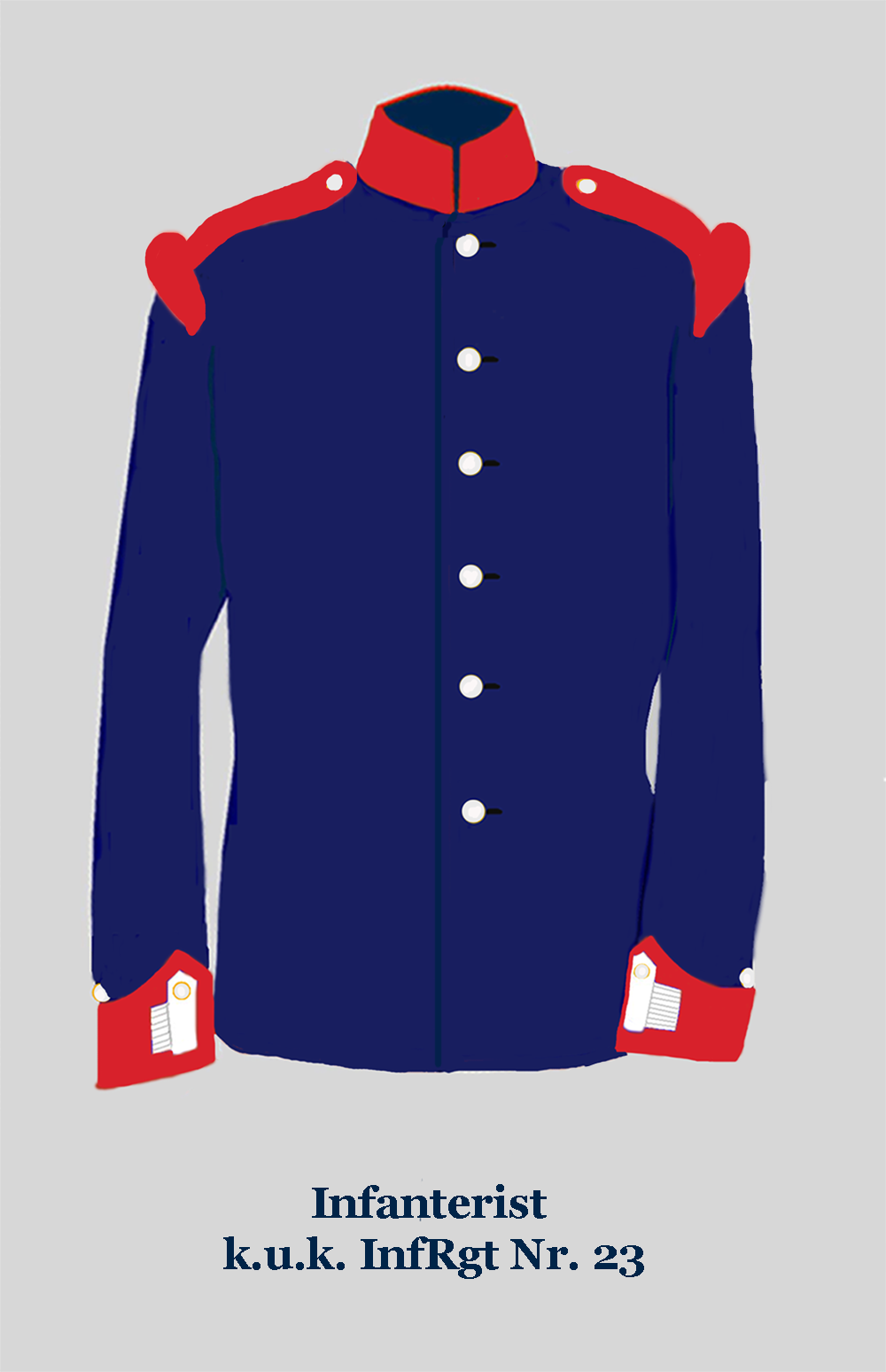
Мундир піхотинця 23-го піхотного полку.
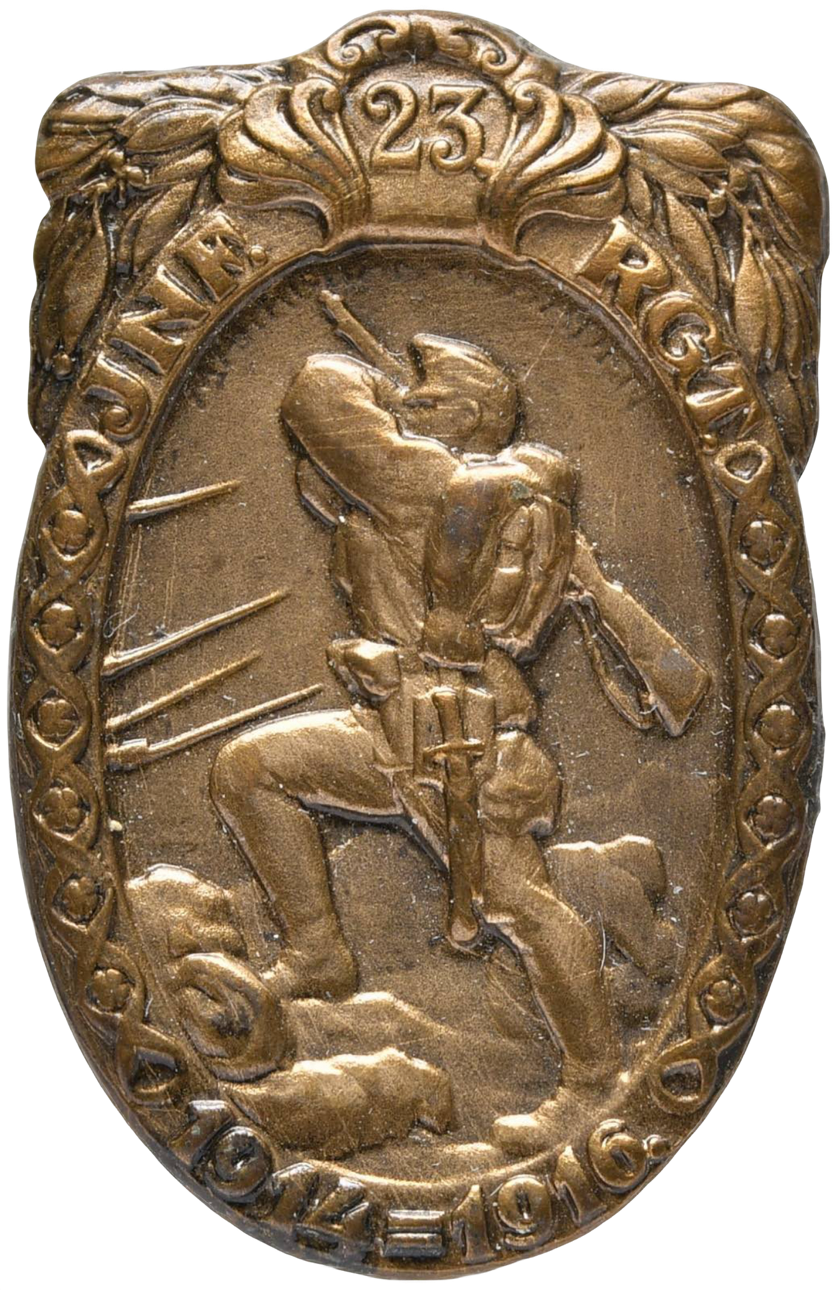
Каппен 23-го піхотного полку
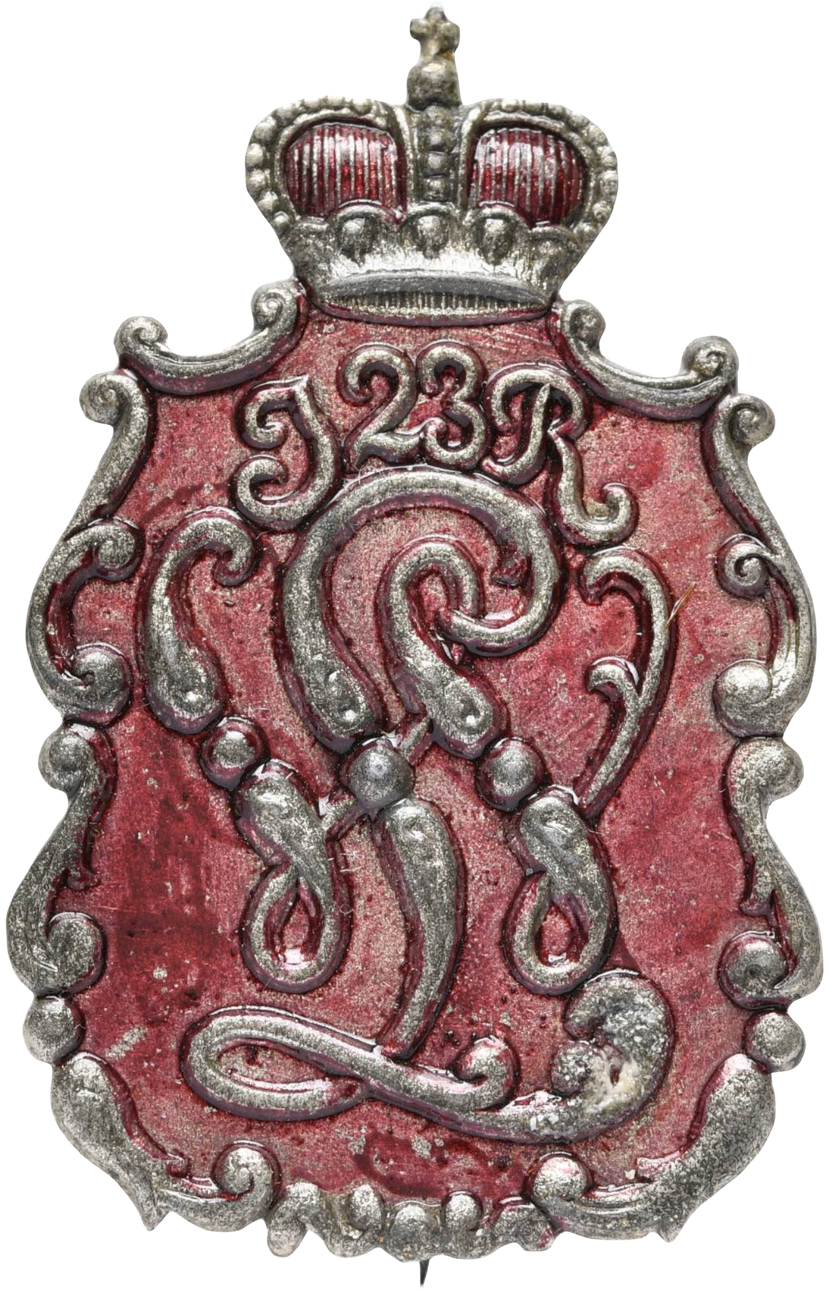
Каппен полку з монограмою Людвига Вільгельма, маркграфа Баден-Бадену

## Пам'ять
Загиблі військовослужбовці полку поховані на військових кладовищах у Котовіце, № 255 у Ветшиховицях і № 310 у Лещині та на цвинтарі в Заверці.

## Військовослужбовці
| Ім'я                                                                                | Роки життя              | Звання / посада / підрозділ           | Місце смерті / поховання |
| ----------------------------------------------------------------------------------- | ----------------------- | ------------------------------------- | --- |
| Рудольф фон Гане                                                                    |                         | підполковник                          | |
| Йосиф Бандат                                                                        |                         | підполковник                          | |
| Людвіг Краузе                                                                       |                         | підполковник, ком. бат.               | |
| Клеменс Прус                                                                        | † 18.08.1914            | підполковник                          | Загинув біля Шабаця (Сербія) |
| Віктор Надь                                                                         |                         | майор, ком. резерву та маршового бат. | |
| Йосиф Ханштангер                                                                    |                         | майор, ком. марш. бат.                | |
| Ладіслав Меді                                                                       |                         | майор                                 | |
| Курт Філіп                                                                          |                         | майор                                 | |
| Барон Еммеріх фон Шенфельд                                                          |                         | майор                                 | |
| Людвіг Баліговіц                                                                    |                         | майор                                 | |
| Берінгер Карой                                                                      |                         | майор, додатковий комендант округу    | |
| Фрідріх Тельман фон Себбес                                                          |                         | майор                                 | |
| Франц Шух                                                                           |                         | майор, капітан кулемет. дивізіону     | |
| Теодор Глок                                                                         |                         | майор                                 | |
| Макс Петернелл                                                                      |                         | майор                                 | |
| Макс Райс                                                                           |                         | командир роти                         | |
| Юлій Весслі (нім. Julius Wessely)                                                   | † 01.03.1915            | капітан                               | Загинув в бою біля Тискова (Польща) |
| Ладіслав С'юч                                                                       | † 09.09.1914            | старший лейтенант, 1-й бат.           | Загинув від осколкового поранення біля Ґрудека (Польща)                                                                                                   |
| Людвіг Когут (нім. Ludwig Kohut)                                                    | 26.11.1888 — 19.12.1914 | старший лейтенант                     | Перше поранення отримав під час штурму Комарного. Загинув біля Стажеховиці (Польща)                                                                       |
| Андреас Комлош (нім. Andreas Komlós)                                                | † 01.03.1915            | лейтенант                             | Зник безвісти біля Бердо (Польща) |
| Геза Дінер                                                                          | † 01.01.1915            | лейтенант                             | |
| Геза фон Гринеус                                                                    | † 19.08.1914            | лейтенант                             | Загинув південніше Шабаця (Сербія) |
| Гюго Ауш (нім. Hugo Ausch)                                                          | † 01.04.1915            | лейтенант                             | Загинув біля Яблінки (Польща) |
| Рітер Карл фон Півонка                                                              | † 23.08.1914            | лейтенант                             | Загинув біля Шабаця (Сербія) |
| Йосиф Лантос                                                                        | † 28.10.1914            | лейтенант                             | Загинув біля Хирова (Україна) |
| Крістіан Тешлінг                                                                    | † 07.10.1914            | лейтенант                             | Загинув біля Мурованого (Україна) |
| Аладар Мандл (нім. Aladár Mandl)                                                    | † 27.12.1914            | лейтенант резерву                     | Загинув біля Потоку (Польща) |
| Проф. Адальберт Пекі                                                                | † 12.10.1914            | лейтенант резерву                     | Загинув біля Мурованого (Україна) |
| Філіпп Політцер                                                                     | 1887 — 19.08.1914       | лейтенант резерву                     | Загинув біля Шабаця (Сербія). Похований біля підніжжя шабацьких пагорбів.                                                                                 |
| Людвіг Баторі                                                                       | † 19.08.1914            | лейтенант резерву                     | Загинув біля Шабаця (Сербія) |
| Лоренц Вагнер (нім. Lorenz Wagner)                                                  |                         | лейтенант резерву                     | Нагороджений Хрестом «За військові заслуги» ІІІ ст. з бойовими мечами                                                                                     |
| Бенвенуто Армандола Едлер фон Верфест (нім. Benvenuto Armandola Edler von Wehrfest) | † 30.03.1915            |                                       | Загинув |
| Карл Штайнер (нім. Karl Steiner)                                                    | † 06.02.1915            | фенрих                                | Загинув біля Ополе (Польща) |
| Андрій Шамек (нім. Andreas Szamek)                                                  | † 16.05.1915            | кадет                                 | Загинув біля Крукеничів (Україна) |
| Армін Розенцвейг (нім. Ármin Rosenzweig)                                            | † 24.05.1915            | кадет                                 | Загинув біля Крукеничів (Україна) |
| Олександр Райс (нім. Alexander Raisz)                                               | † 24.05.1915            | кадет                                 | Загинув біля Крукеничів (Україна) |
| Віктор Шендро (угор. Viktor Szendrő)                                                | † 15.05.1915            | кадет резерву                         | Загинув біля Крукеничів (Україна) |
| Людвіг Зеллер (нім. Ludwig Zsellér)                                                 | 1891 — 19.12.1914       | кадет резерву                         | Загинув біля Стажеховиці (Польща). За іншими даними загинув на Сибірі в російському полоні. Похований в Будапешті.                                        |
| Ладіслав Балог (нім. Ladislaus Balogh)                                              | † 20.05.1915            | кадет резерву                         | Загинув біля Крукеничів (Україна) |
| Ладіслав Баторі                                                                     | 1882 — 19.08.1914       | кадет резерву, ком. 8-ї роти          | Загинув біля Шабаця (Сербія) |
| Ладіслав Поля (нім. Ladislaus Pólya)                                                | † 09.03.1915            | кадет резерву                         | Загинув в бою біля Тискова (Польща) |
| Пауль Ціляк (нім. Paul Csillag)                                                     | † 21.10.1914            | кадет резерву                         | Загинув біля Мурованого (Україна) |
| Фердинанд Артнер(нім. Ferdinand Artner)                                             | 1884 —21.11.1914        | кадет резерву                         | Загинув біля Волі-Єдлінської (Польща) |
| Фердинанд Ошват                                                                     | † 27.10.1914            | кадет резерву                         | |
| Емеріх Йожа (нім. Emerich Józsa)                                                    | † 04.12.1914            | кадет резерву                         | Зник безвісти біля Ставеця (Польща) |
| Євген Кочка (нім. Eugen Koczka)                                                     | † 05.12.1914            | кадет резерву                         | Загинув біля Сульмежиців (Польща) |
| Юліус Векслер (нім. Julius Wechsler)                                                | 1889 — 27.12.1914       | кадет резерву                         | Загинув біля Потоку (Польща) під час нічного бою, в якому тричі вів в атаку свій взвод. Нагороджений Великою срібною медаллю «За хоробрість» (посмертно). |
| Едуард Файстель                                                                     | † 24.08.1914            | однорічний волонтер                   | Загинув від ворожої гранати біля Шабаця (Сербія) |
| Юліус Крікс (нім. Julius Krix)                                                      | † 05.06.1915            | однорічний волонтер в званні капрала  | Загинув біля Крукеничів (Україна) |
| Євген Абрахам (нім. Eugen Abraham)                                                  |                         | капрал                                | Загинув в Красноярську, перебуваючи в російському полоні.                                                                                                 |